# Beaupréau

Beaupréau este o comună în departamentul Maine-et-Loire, Franța. În 2009 avea o populație de 6,711 de locuitori.